# Goethita

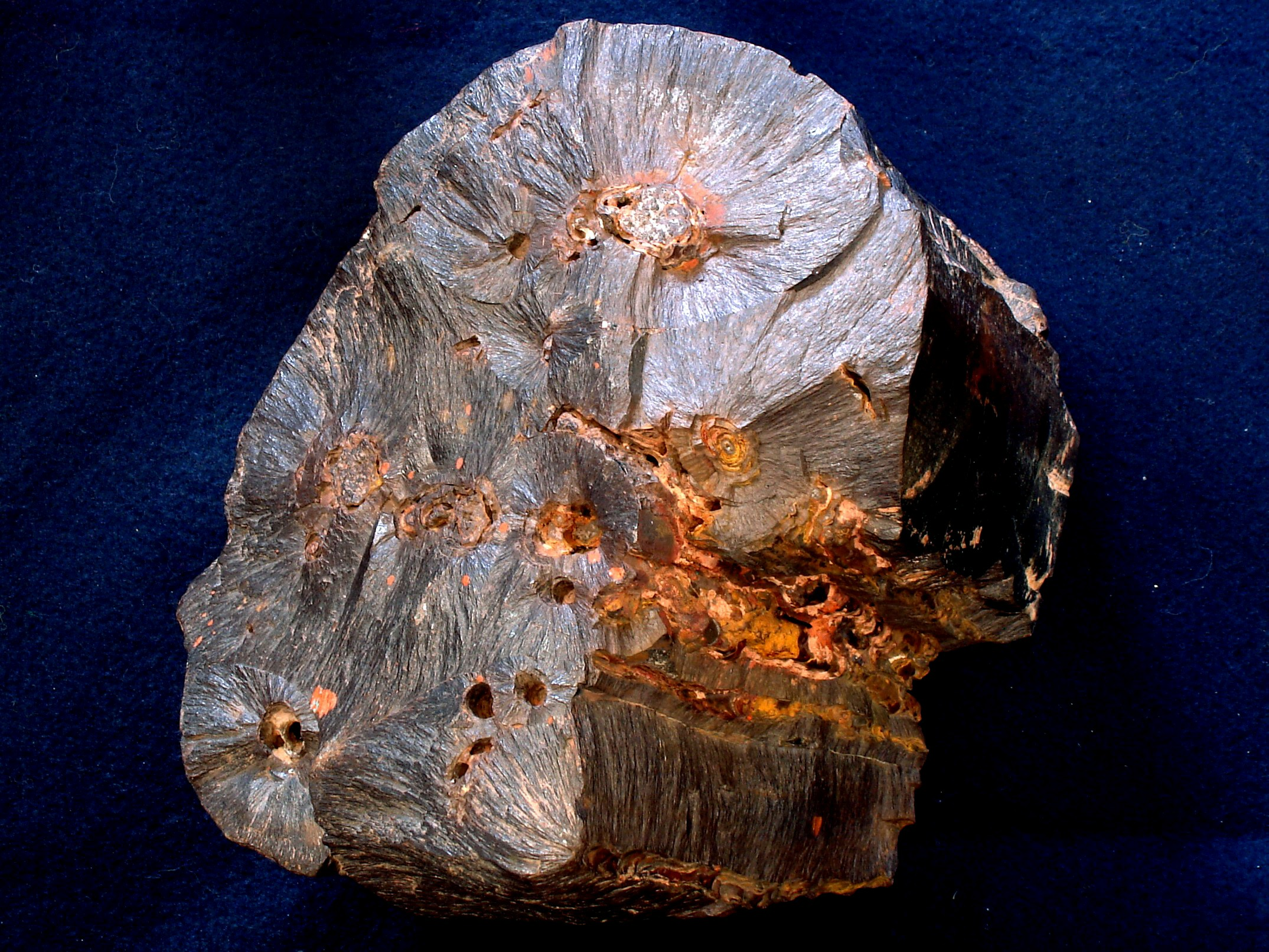
Goethita, de Minas Gerais, Brasil

A goethite ou goethita é um mineral de óxido de ferro, com fórmula química FeO(OH) que pode ocorrer em vários tons de castanho, laranja, amarelo e vermelho, ainda que a sua risca se mantenha sempre. É opaco e tem brilho adamantino.
Este mineral aparece sob a forma de um agregado cristalino fibroso.
É muito dificilmente riscado pelo estilete, o que corresponde a uma dureza entre 5,0 e 5,5. Tem clivagem perfeita e fractura desigual, é denso (4,28) e quebradiço.
A goethite tem um aspecto estriado e áspero.

## Características
Fórmula Química - FeO (OH)
Composição - Óxido de ferro hidratado. 90,0% de Fe2O3,   10,0% de H2O
Cristalografia - Ortorrômbico
Classe - Bipiramidal rômbica
Propriedades Ópticas - Unixial negativo, negativo
Hábito - Prismático, fibroso, maciço, radial, estalactítico  
Clivagem - Perfeita (010)
Dureza - 5 - 5,5
Densidade relativa - 3,3 - 4,3
Fratura - Ausente
Brilho - Adamantino a submetálico
Cor - Vermelho, preto, amarelo, marrom
Associação - Associada a limonita, hematita, pirita, gibsita, caulinita.
Propriedades Diagnósticas - Estrias longitudinais, cor de traço amarelo, solúvel em HCl.
Ocorrência - Ocorre associada ao quartzo, por alteração de sulfetos como pirita; inclusões em hematita, limonita e micas. Em parte, é formado a partir de limonita.
Usos - Fonte de ferro, pigmentos etc.

## A cor do solo
A goethita é o principal componente da ferrugem (ferro oxidado) e também um dos compostos responsáveis pela cor característica dos solos: a cor marrom terrosa dos solos argilosos se deve a quantidades variáveis de goethita, bem como outros minerais de óxido-hidróxidos de ferro III, tais como a limonita de cor amarela (FeO(OH)·nH2O) e a hematita avermelhada (Fe2O3). Quantidades variáveis desses três minerais, bem como a presença ou não de matéria orgânica (ácidos húmicos; cor escura quase preta) são responsáveis por dar cor aos solos.